# Азоксисполуки

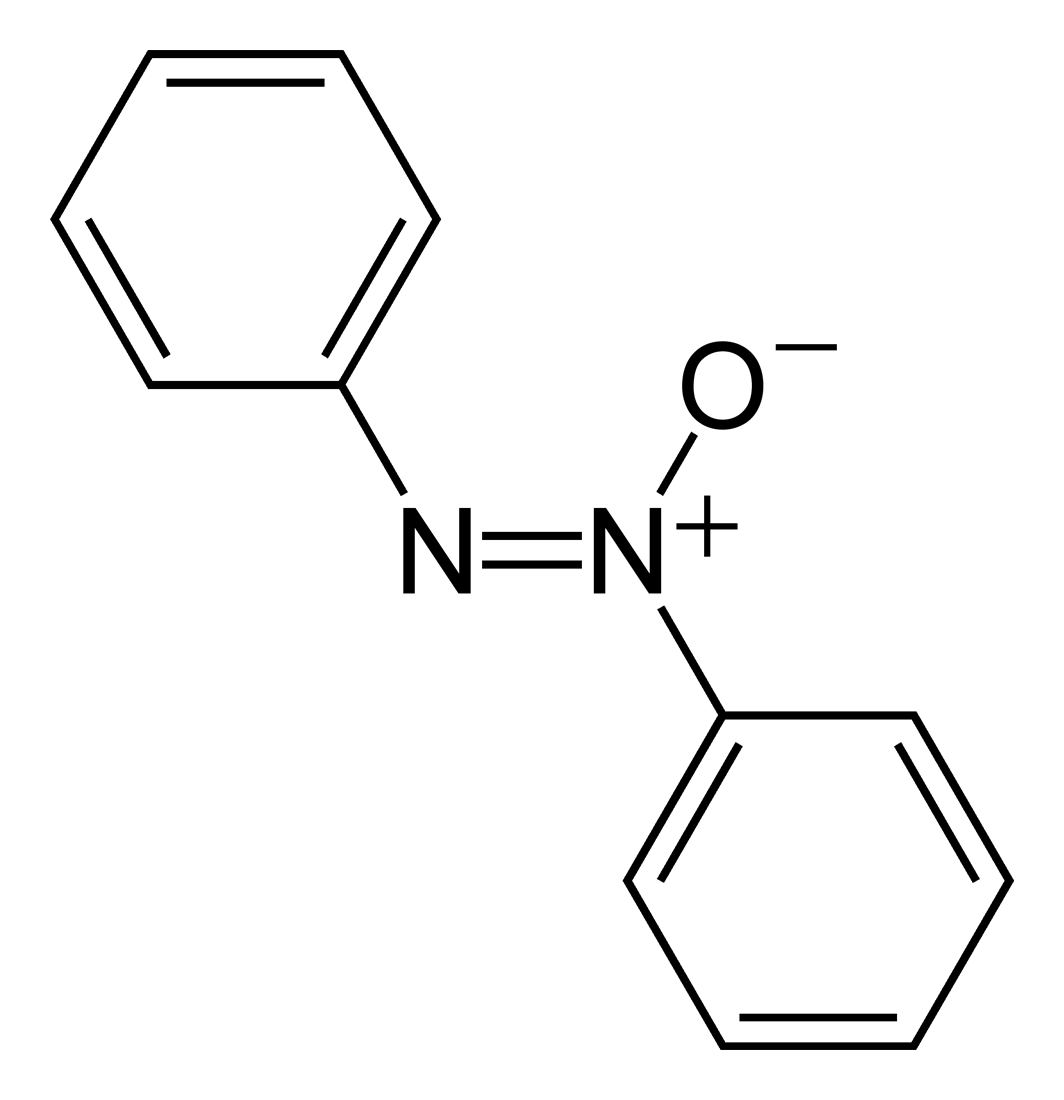
Азоксибензол — приклад азоксисполуки.

Азоксисполуки (рос. азоксисоединения, англ. azoxy compounds) — N-Оксиди азосполук структури RN=N+(O–)R.
Приміром, азоксибензен або дифенілдіазен оксид PhN=N+(O–)Ph. Містять азоксигрупу –N=N+(O–)–, яка є планарною i всі атоми в ній мають гібридизацію, близьку до sp2.
Існують у вигляді цис- (а) і транс-ізомерів (б), з яких перші менш стійкі. Слабкі основи, протонуються по атому O.
Відновлюються до азосполук, здатні до перегрупування Валлаха.